# Anophiodes meeki
Anophiodes meeki là một loài bướm đêm trong họ Noctuidae.